# El Puntal (Murcia)
El Puntal es una pedanía perteneciente al municipio de Murcia (España).

## Geografía física

### Ubicación
Tiene una extensión de 7,78 km² y una altura media de 95 metros. Se encuentra a 1,5 km del centro de Murcia capital, junto al barrio de Espinardo.
Ofrece una gran proximidad a los principales puntos de interés, tanto del centro de Murcia como de los alrededores, como son los centros comerciales de Nueva Condomina, La Noria, Thader, Myrtea o Ikea, así como al parque empresarial de Espinardo, las principales instalaciones deportivas o el parque de atracciones de Terra Natura.

## Historia
El Puntal formaba parte de la pedanía de Espinardo, hasta que en 1960 pasó a ser un barrio de Murcia mientras que la parte no anexionada constituyó la nueva pedanía de El Puntal. El núcleo de El Puntal forma un continuo urbano con el barrio de Espinardo.
El Campus de Espinardo de la Universidad de Murcia está en parte de su territorio. En el año 1976 el Ministerio de Educación y Ciencia decidió construir el Campus de la Universidad de Murcia en terrenos de la pedanía de El Puntal, dándose sin embargo la paradoja de que al citado Campus se le asignará el nombre de la desaparecida pedanía de Espinardo y no el de  "El Puntal", que es donde realmente se ubica.
Ante su proximidad a Murcia y la ocupación casi total del suelo urbano en el distrito de la ciudad, distintos barrios de nueva construcción se han extendido por terrenos de El Puntal, como los del lado derecho de la avenida Juan Carlos I, poco después de su intersección con la avenida Príncipe de Asturias.

## Geografía humana

### Transporte público

#### Autobús
El servicio de transporte público urbano es operado por TMP Murcia, que conecta la pedanía con la ciudad de Murcia.
| Línea | Recorrido                                   | Recorrido                         | Recorrido                                                                                 |
| ----- | ------------------------------------------- | --------------------------------- | ----------------------------------------------------------------------------------------- |
| 44    | Sangonera la Seca Polígono Industrial Oeste | Alcantarilla - Murcia - Espinardo | Guadalupe - UCAM - La Ñora El Puntal - Urb. La Ladera Cementerio Pol. Ind. Cabezo Cortado |

El servicio de viajeros por carretera desde la pedanía hacia otros municipios del área metropolitana se engloba dentro de la marca Movibus, el sistema de transporte público interurbano de la Región de Murcia (España), que incluye los servicios de autobús de titularidad autonómica. Las líneas de la concesión MUR-003 "Molina de Segura - Murcia" son operadas por Interbus. La conexión se realiza desde la parada Cruce del Puntal, en la Avenida Juan Carlos I.
| Línea | Recorrido                                                                       | Recorrido                                                                       | Recorrido                                                                       |
| ----- | ------------------------------------------------------------------------------- | ------------------------------------------------------------------------------- | ------------------------------------------------------------------------------- |
| 31    | Ceutí                                                                           | Lorquí Alguazas                                                                 | Molina de Segura - Campus de Espinardo - Murcia                                 |
| 32A   | Molina de Segura - Murcia                                                       | Molina de Segura - Murcia                                                       | Molina de Segura - Murcia                                                       |
| 34    | Las Torres de Cotillas - Murcia                                                 | Las Torres de Cotillas - Murcia                                                 | Las Torres de Cotillas - Murcia                                                 |
| 35    | Altorreal - Murcia                                                              | Altorreal - Murcia                                                              | Altorreal - Murcia                                                              |
| 36    | Archena - La Algaida - Lorquí - Molina de Segura - Campus de Espinardo - Murcia | Archena - La Algaida - Lorquí - Molina de Segura - Campus de Espinardo - Murcia | Archena - La Algaida - Lorquí - Molina de Segura - Campus de Espinardo - Murcia |
| 37    | La Alcayna - Murcia                                                             | La Alcayna - Murcia                                                             | La Alcayna - Murcia                                                             |

#### Tranvía
Tranvía de Murcia, que realiza paradas cada 10 minutos, presta servicio a la zona. En la avenida Juan Carlos I se encuentran varias paradas, también en zona de Los Rectores y en todo el campus Universitario de Espinardo.
La estación de tren se encuentra a tan sólo 4 kilómetros y el aeropuerto de San Javier a 46 kilómetros.

### Demografía

#### Evolución de la Población y otros datos
| 1960  | 1969  | 1996  | 2004  | 2014  | 2015  |
| ----- | ----- | ----- | ----- | ----- | ----- |
| 2.472 | 3.045 | 3.451 | 4.443 | 6.320 | 6.514 |

Tasa de paro sobre PPA (%)  10,3

## Festividades
En Comedio de Mayo se celebran las fiestas en honor a Ntra. Sra. de la Santa Cruz. Cabe destacar las verbenas y Carnavales,
el desfile de carrozas, la Misa y la Procesión con la patrona por las calles del pueblo.

### Semana Santa
En Semana Santa sale una procesión con el Cristo del Amor por las calles de la pedanía con un carácter mucho más recogido y piadoso.